# Iglesia de Nuestra Señora del Azogue (Soria)
La Iglesia de Nuestra Señora del Azogue era una de las 35 parroquias con las que contaba la ciudad de Soria.

## Historia
La Iglesia de Nuestra Señora del Azogue aparecía en el censo de Alfonso X elaborado en el año 1270.
Esta iglesia se situaba detrás de las casas que forman la manzana N. de la plaza de San Pedro, como se va de la puerta segunda de la colegiata al barrio del Tovasol. . El mercado extendido por Castilla, donde diariamente se realizan los intercambios o la adquisición de artículos de primera necesidad, es el que en los documentos de denomina açog o açogue, término mudéjar del que se deriva el castellano azogue, cuyo diminutivo es azoguejo que significa plaza.
En 1557 fue anexionada a San Pedro y a ella se había unido primero la iglesia de San Millán, conservándose una capilla con el nombre de Nuestra Señora del Azogue, donde pasaron los retablos de esta antigua iglesia. Posteriormente fueron sustituidos por el retablo mayor, atribuido a Domingo Romero, del antiguo Convento de Nuestra Señora de la Merced trasladado en 1810 cuando los mercedarios abandonaron su convento.

## Descripción
Era una pequeña iglesia, como casi todas las parroquias que aparecían en el censo de Alfonso X elaborado en 1270 y de estilo románico. Se situaba en la Plaza de San Pedro (en frente de la concatedral) desapareciendo completamente en el siglo XVI.